# Валя-Албе (Алба)
Валя-Албе (рум. Valea Albă) — село у повіті Алба в Румунії. Входить до складу комуни Бучум.
Село розташоване на відстані 302 км на північний захід від Бухареста, 34 км на північний захід від Алба-Юлії, 65 км на південний захід від Клуж-Напоки.

## Населення
За даними перепису населення 2002 року у селі проживали 106 осіб, усі — румуни. Усі жителі села рідною мовою назвали румунську.